# Luigi Di Bella
Luigi Di Bella (* 17. Juli 1912 in Linguaglossa; † 1. Juli 2003 in Modena) war ein italienischer Arzt und Physiologe, der aufgrund umstrittener Therapieempfehlungen für Krebserkrankungen in Italien und darüber hinaus bekannt wurde. In den Jahren 1997 und 1998 war seine Therapie Gegenstand vieler Diskussionen, sein Wohnhaus war wochenlang von hilfesuchenden Krebskranken und Angehörigen regelrecht belagert. Um seine Ansichten bauen auch Verschwörungstheorien auf, die besagen, dass seine Therapie von Seiten der wissenschaftlichen Medizin unterdrückt würden, um die Verbreitung anderer Therapien nicht zu gefährden. Diese Ansichten sind insbesondere in politisch rechten italienischen Kreisen populär und wurden von der postfaschistischen nationalkonservativen Partei AN gefördert. Es bildeten sich in Italien mehrere Organisationen von Anhängern (auch Dibelliani genannt), die sich für seine Therapie einsetzen.
Die Therapieempfehlungen von Di Bella sind von der modernen Medizin nicht anerkannt.

## Leben
Luigi Di Bella wurde in Linguaglossa (Provinz Catania) geboren, studierte Humanmedizin an der Universität Bari und wurde 1936 Arzt. Er wurde in Folge Lehrbeauftragter für Physiologie an der Universität Parma, später an der Universität Modena. Er ging im Jahre 1984 in Pension, betrieb dann jedoch ein eigenes privates Forschungslabor, in dem er auch Patienten behandelte. 2003 starb Di Bella in Modena.

## Di Bellas umstrittene Therapie
Di Bellas Behandlungsmethode ist als eine Hormontherapie gegen Krebs zu verstehen, die auch Vitamingaben mit beinhaltet. Die Hormone Somatostatin und Melatonin seien demnach in der Lage, Krebs zu heilen. Gelegentlich waren auch das ACTH sowie Cyclophosphamid und Hydroxyurea integriert.
Di Bellas Heilmittel werden an Interessierte auch von der Schweiz aus versandt.

## Kritik
Der illegale Handel mit Somatostatin zu hohen Preisen war eine Zeit lang unter der Kontrolle mafiöser Unterstützer, als Di Bellas Therapieempfehlungen publik wurden. Somatostatin war zeitweilig in ganz Italien ausverkauft und nicht erhältlich.
Eine von der italienischen Regierung eingesetzte Untersuchungskommission und wissenschaftliche Studien kamen zum Ergebnis, dass das Di-Bella-Verfahren bei Krebs wirkungslos ist oder nur eine geringe Wirksamkeit hat.
Melatonin wird zwar aufgrund seiner Wirkung gegen frei Radikale eine gewisse krebshemmende Wirkung nachgesagt, die für diesen Effekt notwendigen Mengen haben jedoch gravierende Folgen auf den Schlaf. In der Kindheit wäre eine Störung der sexuellen Entwicklung zu erwarten. Die Melatonineinnahme müsste über viele Jahre in hoher Konzentration erfolgen, um einen präventiven Effekt zu haben. Ein kurativer Effekt ist wissenschaftlich unbekannt.